# Liste der Universitäten und Hochschulen in Kirgisistan
Dies ist eine Liste der Universitäten in Kirgisistan.

## Universitäten
- Kirgisische Staatliche I. Arabajew Universität, Bischkek
- Asian Medical Institute, Kyrgyzstan
- American University of Central Asia, Bischkek
- Universität für Humanwissenschaften Bischkek
- International Atatürk Alatoo University, Bischkek
- Internationale Universität Kirgisistan, Bischkek
- Staatliche Universität Dschalal-Abad, Dschalalabat
- Kirgisische Nationale Universität, Bischkek
- Kyrgyz-Turkish Manas University, Bischkek
- Kirgisische Technische Universität, Bischkek
- Staatliche kirgisische Universität für Bauwesen, Verkehrswesen und Architektur, Bischkek
- Kirgisisch-Russische Slawische Universität Bischkek, Bischkek
- Staatliche Universität Osch, Osch
- University of Central Asia, Naryn
- Staatliche Universität Naryn, Naryn
- Staatliche Universität Batken, Batken[1]

## Galerie

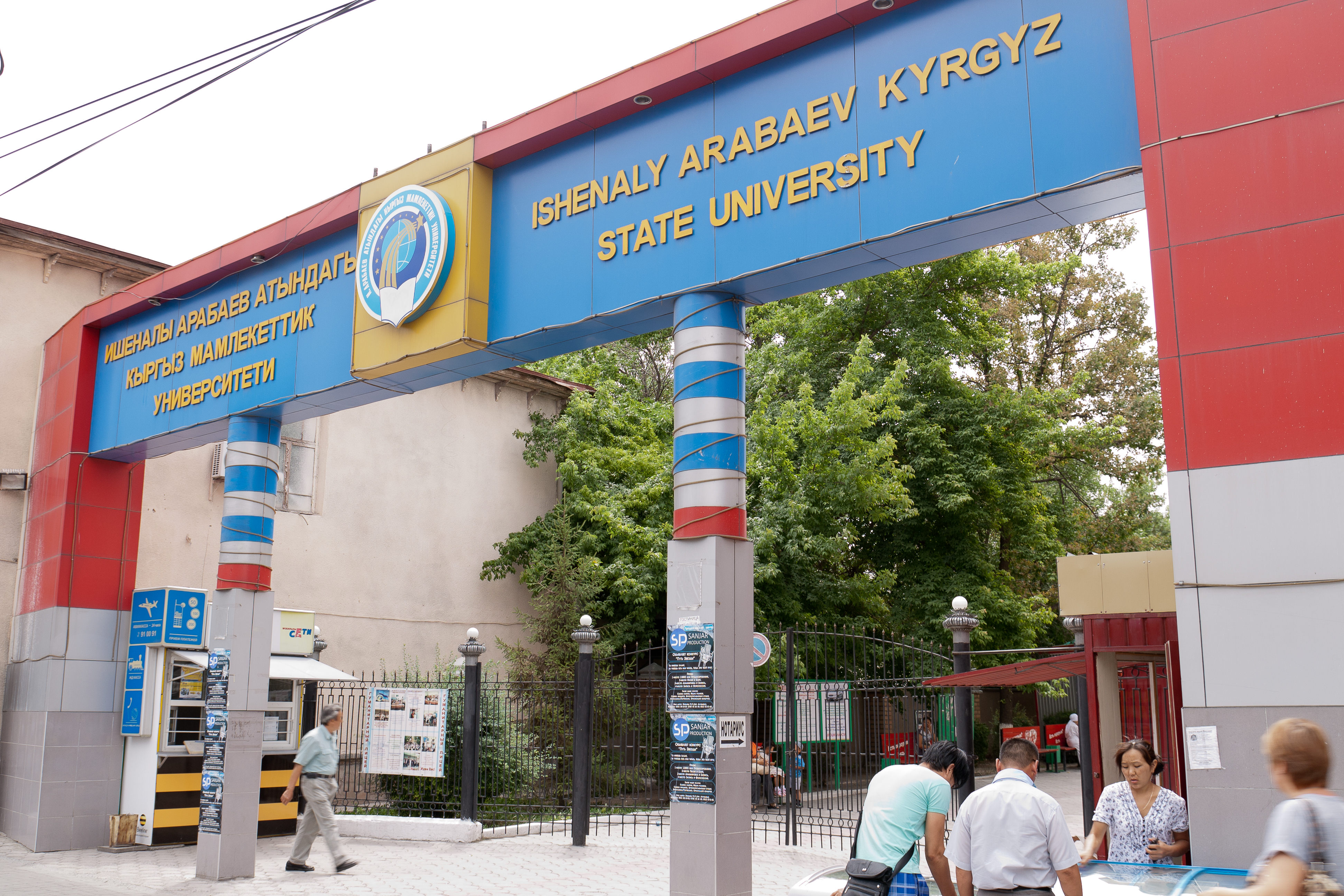
Kirgisische Staatliche I.-Arabajew-Universität, Bischkek
University of Central Asia in Bischkek
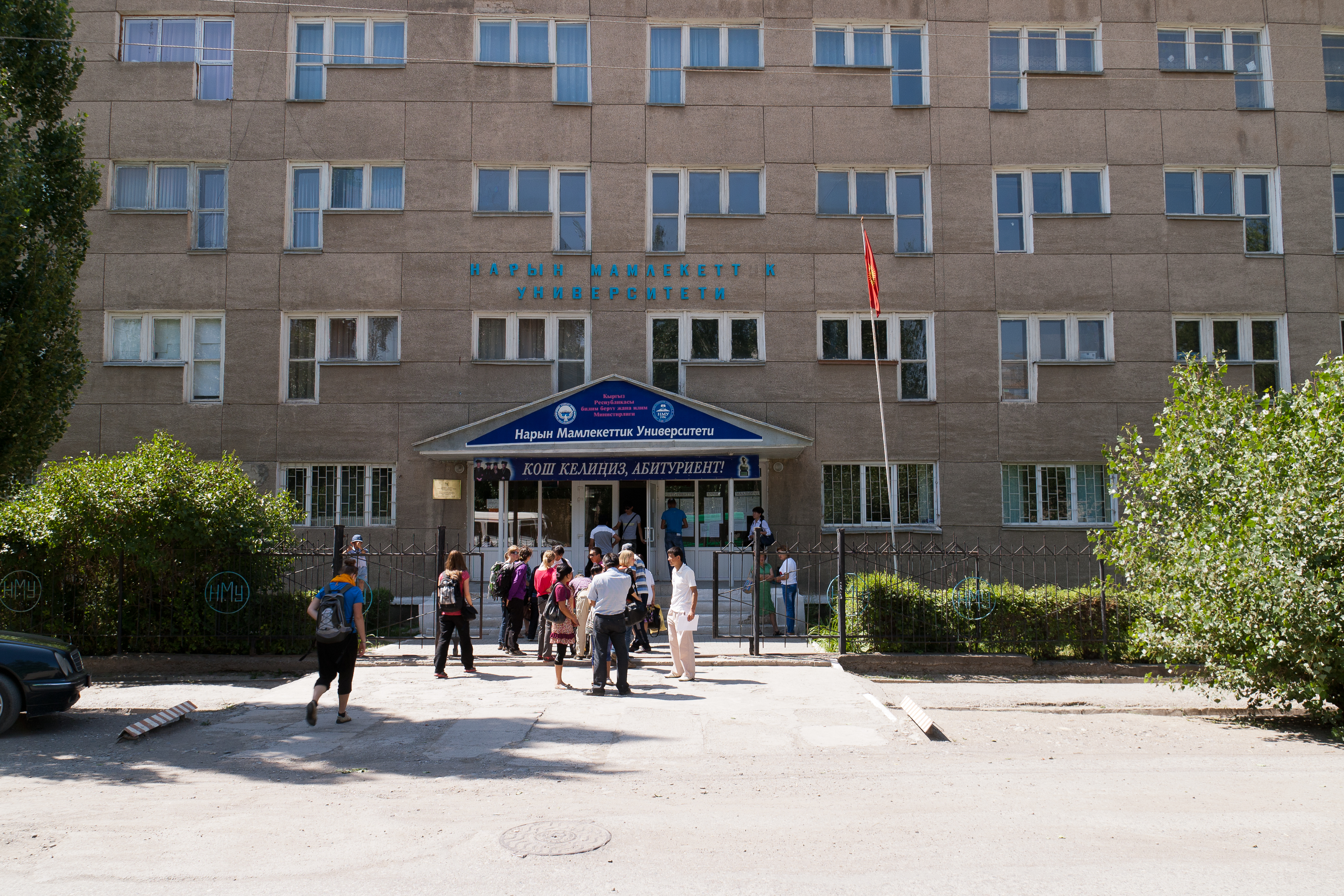
Staatliche Universität Naryn